# Tam Phước, Phú Ninh
Tam Phước là một xã thuộc huyện Phú Ninh, tỉnh Quảng Nam, Việt Nam.
Xã Tam Phước có diện tích 14,77 km², dân số năm 2019 là 7.319 người, mật độ dân số đạt 506 người/km².